# Exacum darae
Exacum darae är en gentianaväxtart som beskrevs av Hul. Exacum darae ingår i släktet Exacum och familjen gentianaväxter. Inga underarter finns listade i Catalogue of Life.